# 아일랜드어의 역사
아일랜드어의 역사는 켈트어 화자들이 아일랜드에 도착한 때부터 아일랜드에서 가장 오래된 아일랜드어 형태인 원시 아일랜드어(Primitive Irish)가 발견된 때까지로 거슬러 올라가는데, 원시 아일랜드어는 서기 3세기 또는 4세기에 기록된 오검 비문에서 발견된다.

## 같이 보기
- 듀오링고
- 보크몰
- 코노트 아일랜드어